# Aripeka
Aripeka is een gehucht in Hernando County aan de kust van de Golf van Mexico in Florida in de Verenigde Staten. 
Het vissersdorp, dat op de grens met Pasco County ligt, ontstond in 1886. Een deel ervan vormt sinds 1993 een beschermd dorpsgezicht. De omgeving wordt gevormd door moerassig kustgebied dat zo laag ligt dat de hoofdstraat soms wordt overstroomd door het getij. De belangrijkste doorgaande weg was vroeger de Dixie Highway, nu is dat U.S. Route 19. De grens tussen de twee county's wordt gevormd door de South Hammock Creek. Ten zuiden van de bebouwde kom ligt het beschermde duingebied  Aripeka Sandhills Preserve.
De nederzetting is genoemd naar een opperhoofd van de Seminole die in het begin van de negentiende eeuw in deze streek woonde.

## Bekende inwoners
- James Rosenquist (1933); kunstschilder[1]

## Afbeeldingen

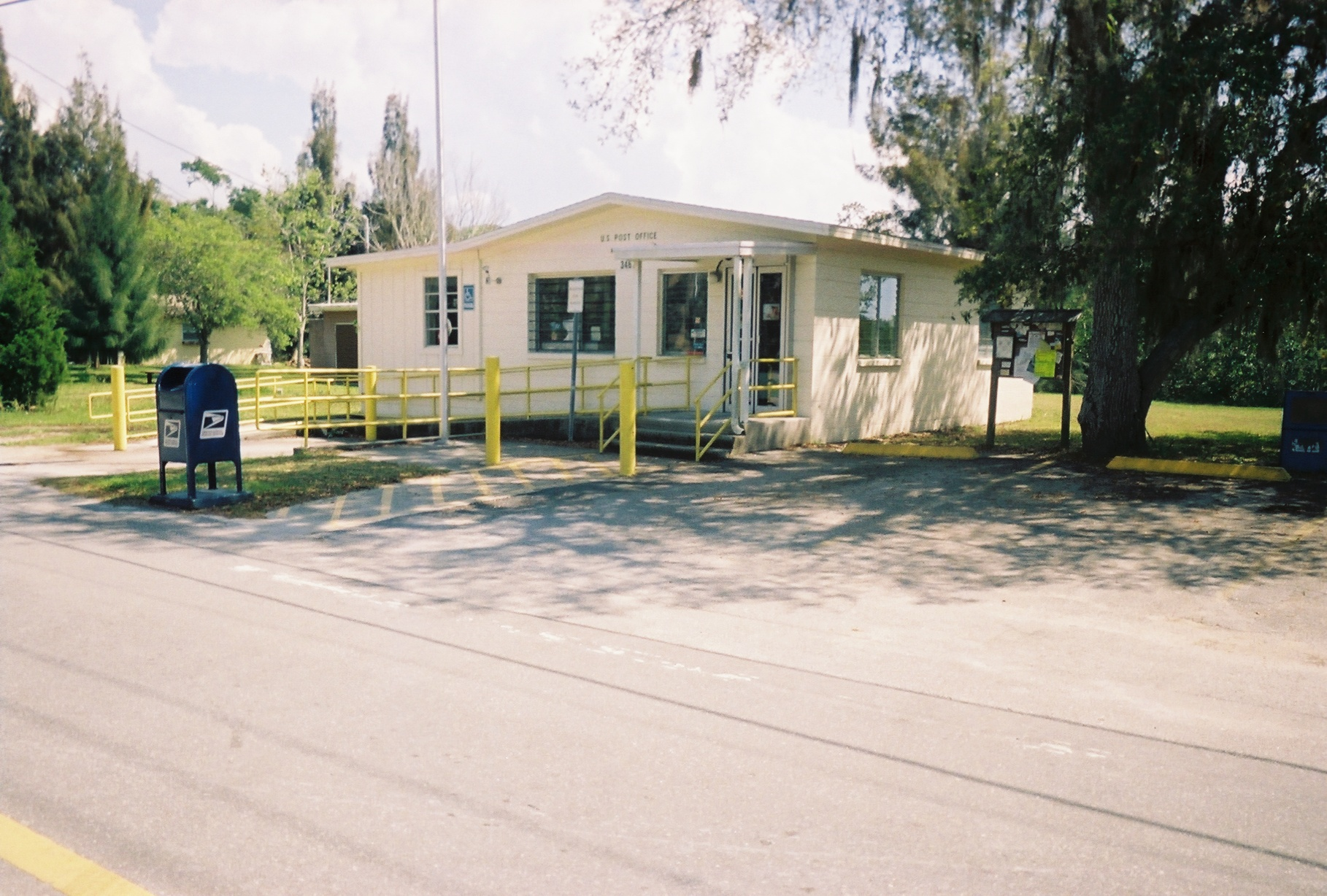
Recent postkantoor
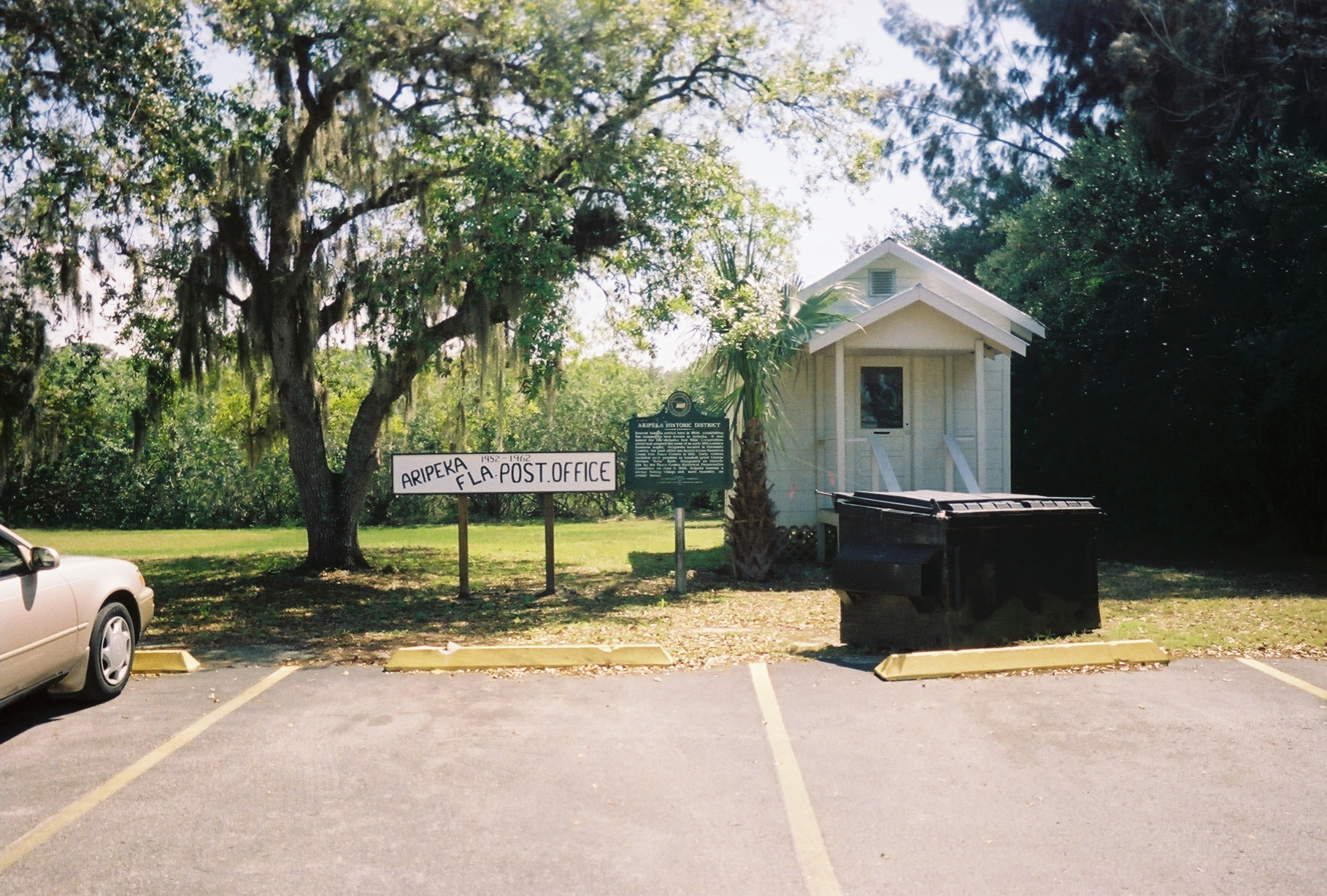
Het historische postkantoor
Brug over South Hammock Creek
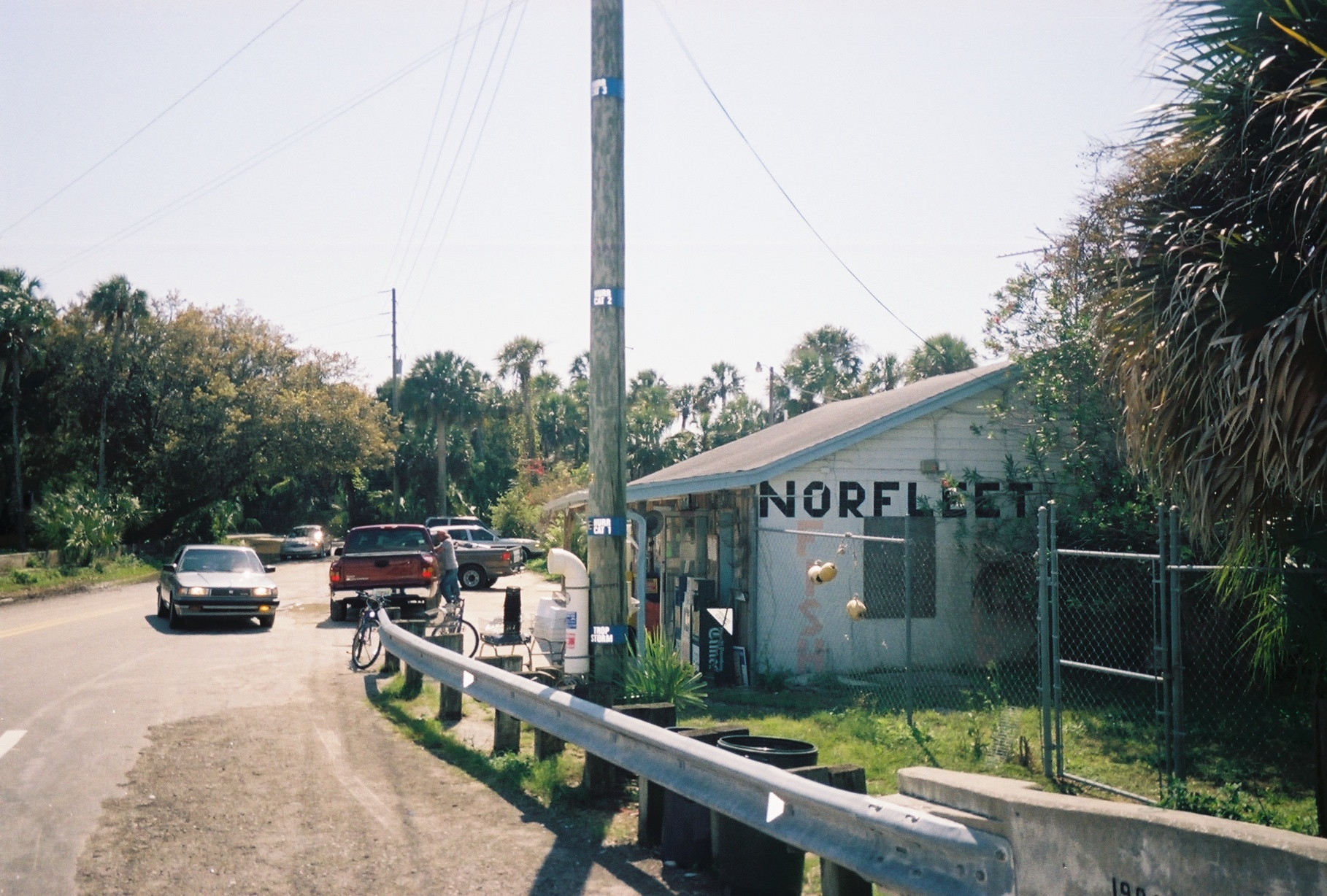
Vloedmarkeringen in Aripeka